# Nyctiophylax abruptus
Nyctiophylax abruptus är en nattsländeart som beskrevs av Banks 1913. Nyctiophylax abruptus ingår i släktet Nyctiophylax och familjen fångstnätnattsländor. Inga underarter finns listade i Catalogue of Life.